# Юлянівка
Юля́нівка — село в Україні, в Пулинській селищній територіальній громаді Житомирського району Житомирської області. Населення становить 232 особи (2001).

## Історія
У 1906 році — колонія Пулинської волості Житомирського повіту Волинської губернії. Відстань від повітового міста 27 верст, від волості 15. Дворів 66, мешканців 499.
У 1923—54 роках — адміністративний центр колишньої Юлянівської сільської ради Червоноармійського району.

## Населення

### Мова
Розподіл населення за рідною мовою за даними перепису 2001 року:
| Мова       | Кількість | Відсоток |
| ---------- | --------- | -------- |
| українська | 231       | 99.57%   |
| російська  | 1         | 0.43%    |
| Усього     | 232       | 100%     |